# Eliasz Kanarek
Eliasz Kanarek (ur. 21 czerwca 1901 w Skowierzynie, zm. w maju 1969 w Scottsville (Wirginia)) – polski malarz i rysownik pochodzenia żydowskiego, członek Bractwa św. Łukasza.

## Życiorys
Urodził się w rodzinie Jakuba i Klary z Goldbergów. W latach 1919–1920 służył jako ochotnik w Wojsku Polskim.
W latach 1923–1928 studiował w Warszawskiej Szkole Sztuk Pięknych pod kierunkiem prof. Tadeusza Pruszkowskiego. Był członkiem Bractwa św. Łukasza i brał udział w wystawach tej grupy. Jako rysownik współpracował w latach 1935–1938 z pismami satyrycznymi „Szpilki” i „Cyrulik Warszawski”. Uczestniczył w Biennale w Wenecji (1934), wystawiał w Carnegie Museum of Art w Pittsburghu (1937).
Malował portrety kobiet i dzieci, sceny rodzajowe, martwe natury i krajobrazy. Jego malarstwo cechowała pogodna kolorystyka, niekiedy groteskowa deformacja, jak w obrazie „Idylla” (1931). Zajmował się też grafiką książkową, stworzył ilustracje do żartobliwego wydawnictwa reklamowego Lasów Państwowych „Mr Pickwick in Timberland”. W 1932 zaprojektował scenografię do filmu Dzikie pola reżyserii Józefa Lejtesa.
W 1938 wraz z malarzami z Bractwa św. Łukasza brał udział w namalowaniu siedmiu obrazów historycznych przeznaczonych do sali honorowej pawilonu polskiego na Wystawie Światowej w Nowym Jorku (1939). Oprócz Eliasza Kanarka byli to: Tadeusz Pruszkowski, Bolesław Cybis, Bernard Frydrysiak, Jan Gotard, Aleksander Jędrzejewski, Jeremi Kubicki, Antoni Michalak, Stefan Płużański, Janusz Podoski i Jan Zamoyski.
W marcu 1939 popłynął wraz z Bolesławem Cybisem transatlantykiem „Batory” do Nowego Jorku wioząc obrazy na wystawę. Po wybuchu wojny pozostał w USA. Na emigracji kontynuował działalność artystyczną. Obrazy stworzone na nowojorską wystawę pozostały w USA - ostatecznie trafiły do jezuickiego kolegium Le Moyne w Syracuse. Dzięki wieloletnim staraniom Ministerstwa Kultury i Dziedzictwa Narodowego po 83. latach obrazy powróciły do Polski. Prace trafiły do zbiorów Muzeum Historii Polski w Warszawie. 

## Galeria

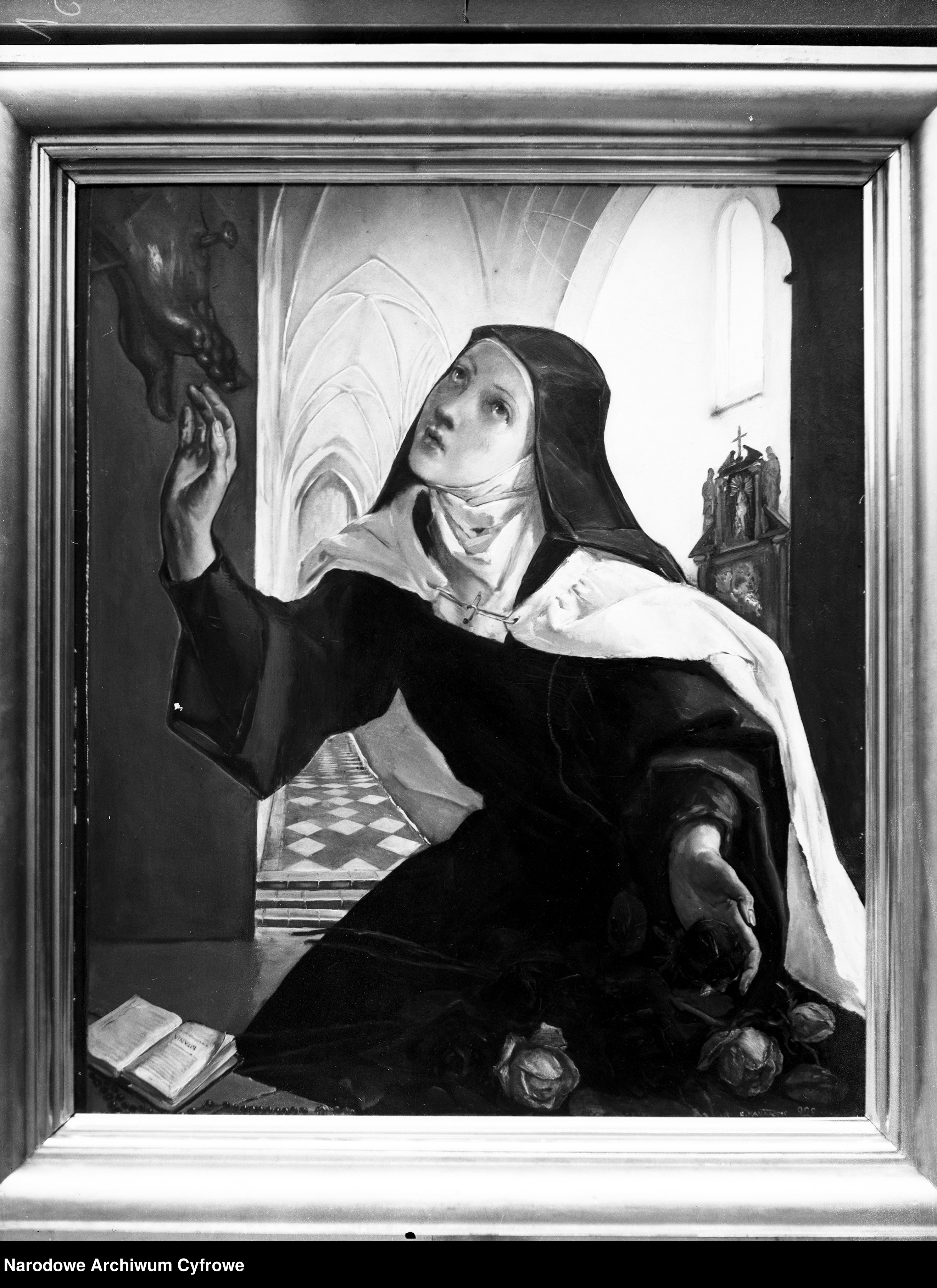
Święta Teresa (1929)
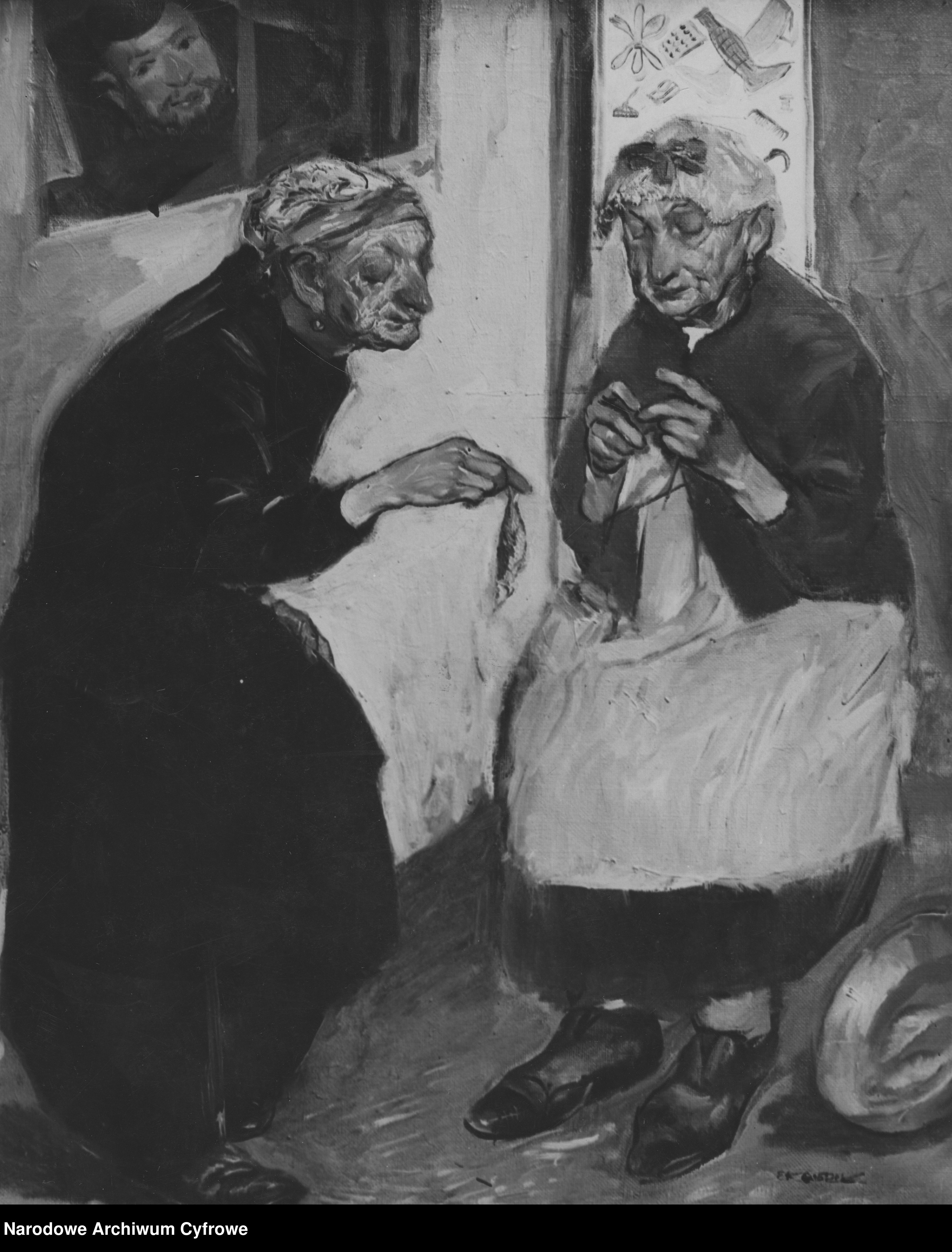
Żydówki (1929)
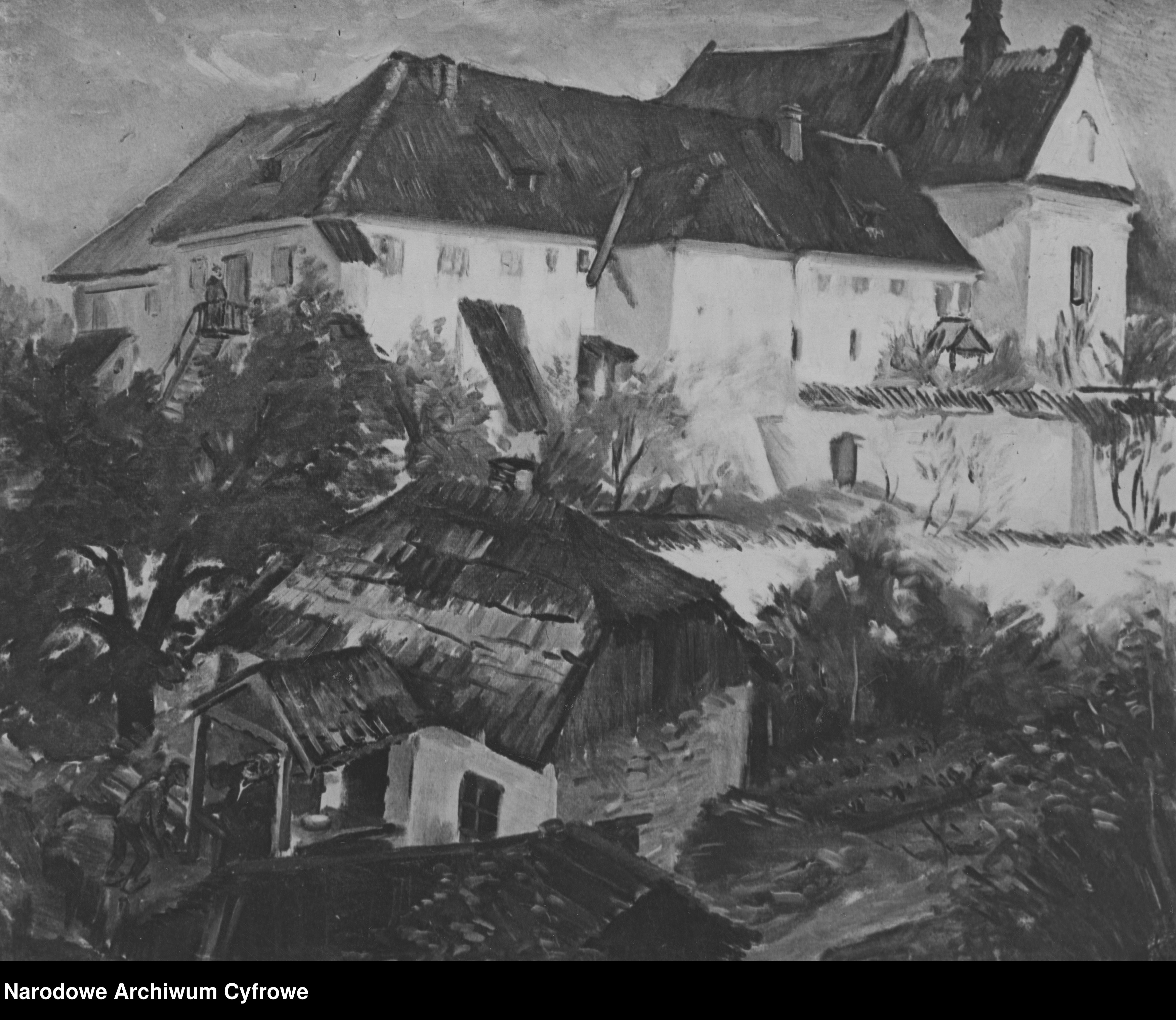
Klasztor (1929)
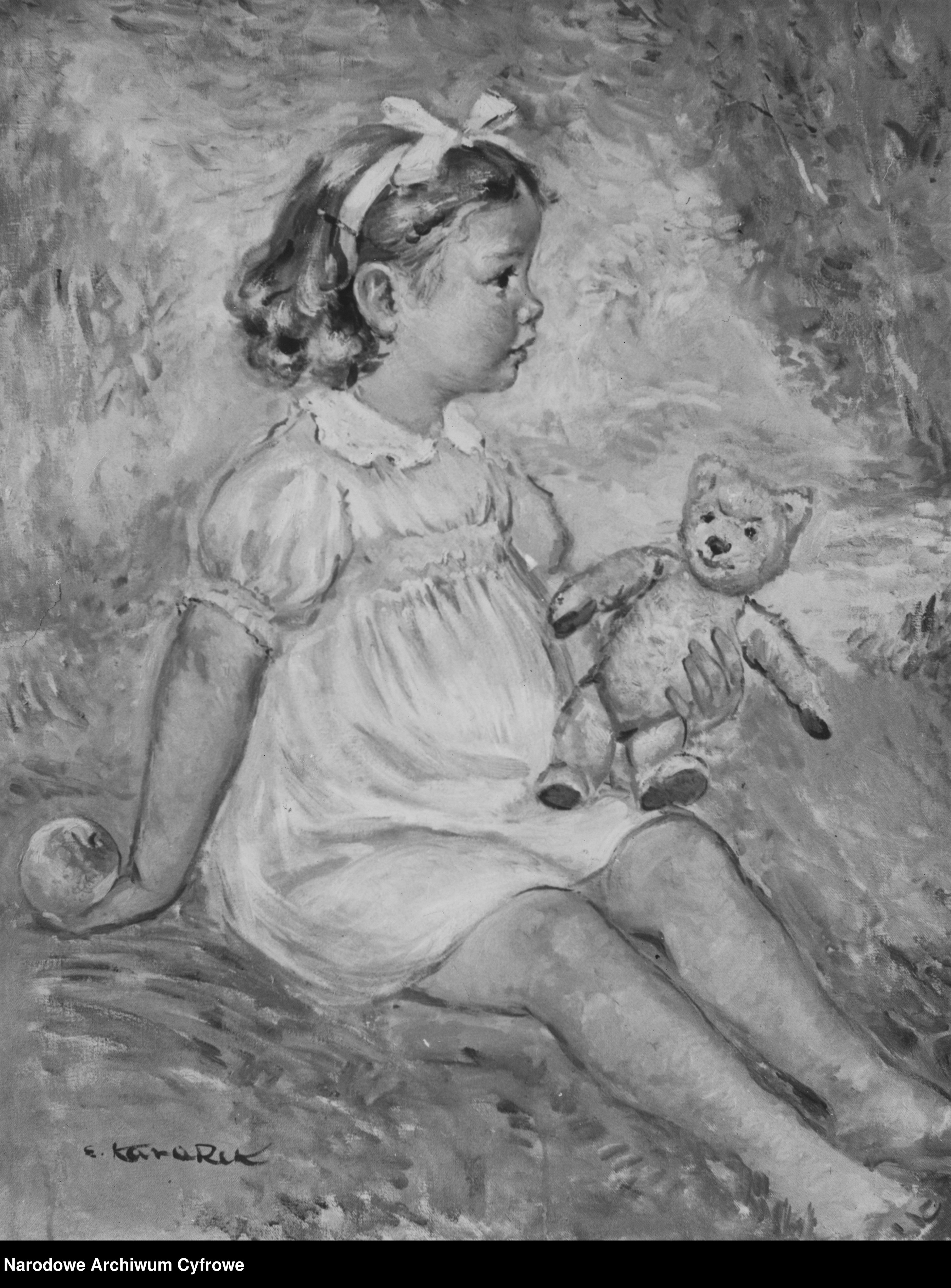
Dziewczynka z Misiem (1935)